# Association d'art de Hanovre
L'association d'art de Hanovre est une association artistique basée à la Maison des artistes de Hanovre (de). L'association organise chaque année cinq à six expositions d'art contemporain.

## Histoire

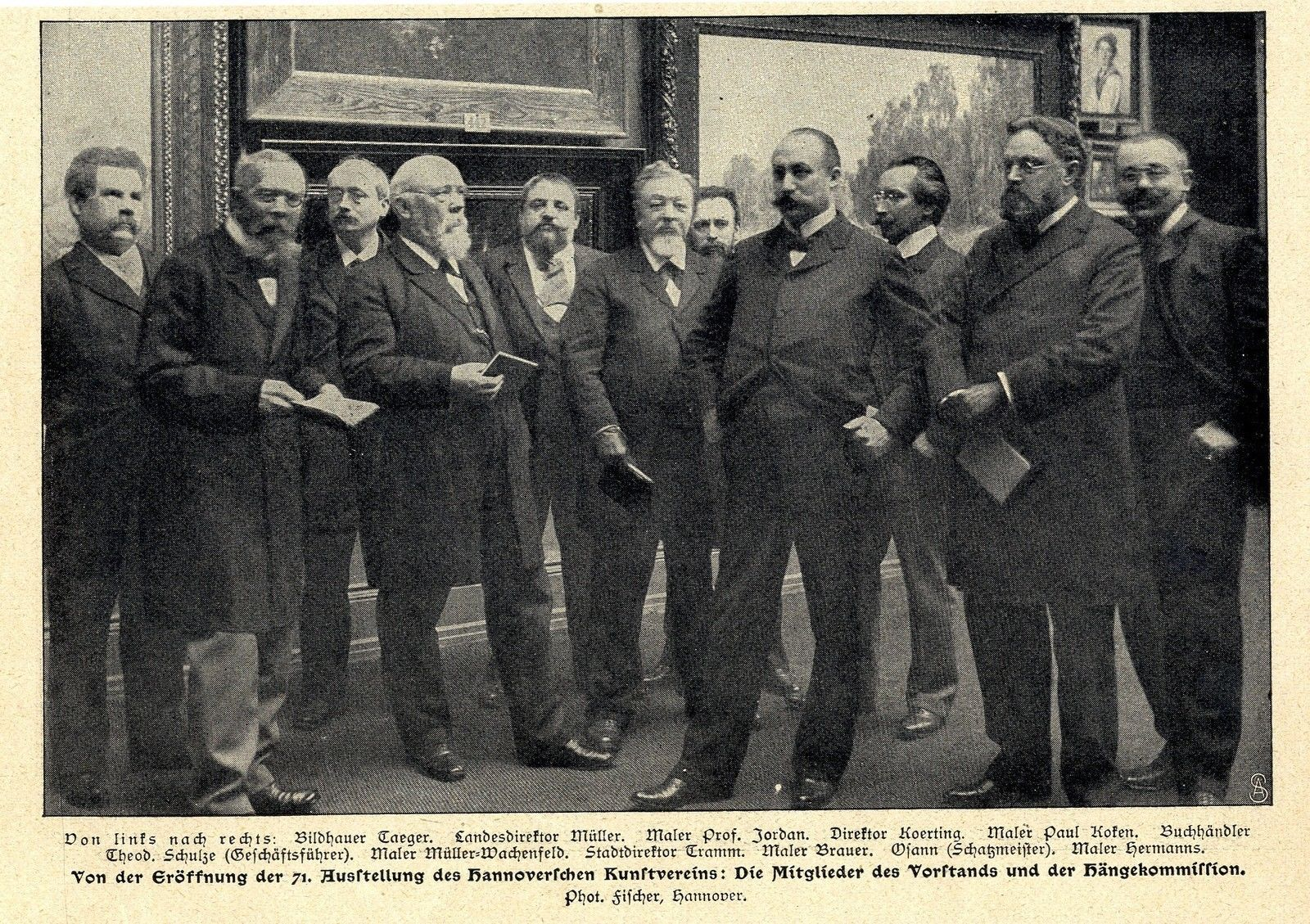
"Membres du Directoire et de la Commission d'accrochage" à la (de gauche à droite): Eduard Taeger, Karl Hugo Müller, Ernst Jordan, Leonhard Körting, Paul Koken, Theodor Schulze, Heinrich Müller-Wachenfeld, Heinrich Tramm, Fritz Brauer, et Rudolf Hermanns ;
Tirage photo basé sur une photo de groupe prise par Ernst August Fischer, 1903

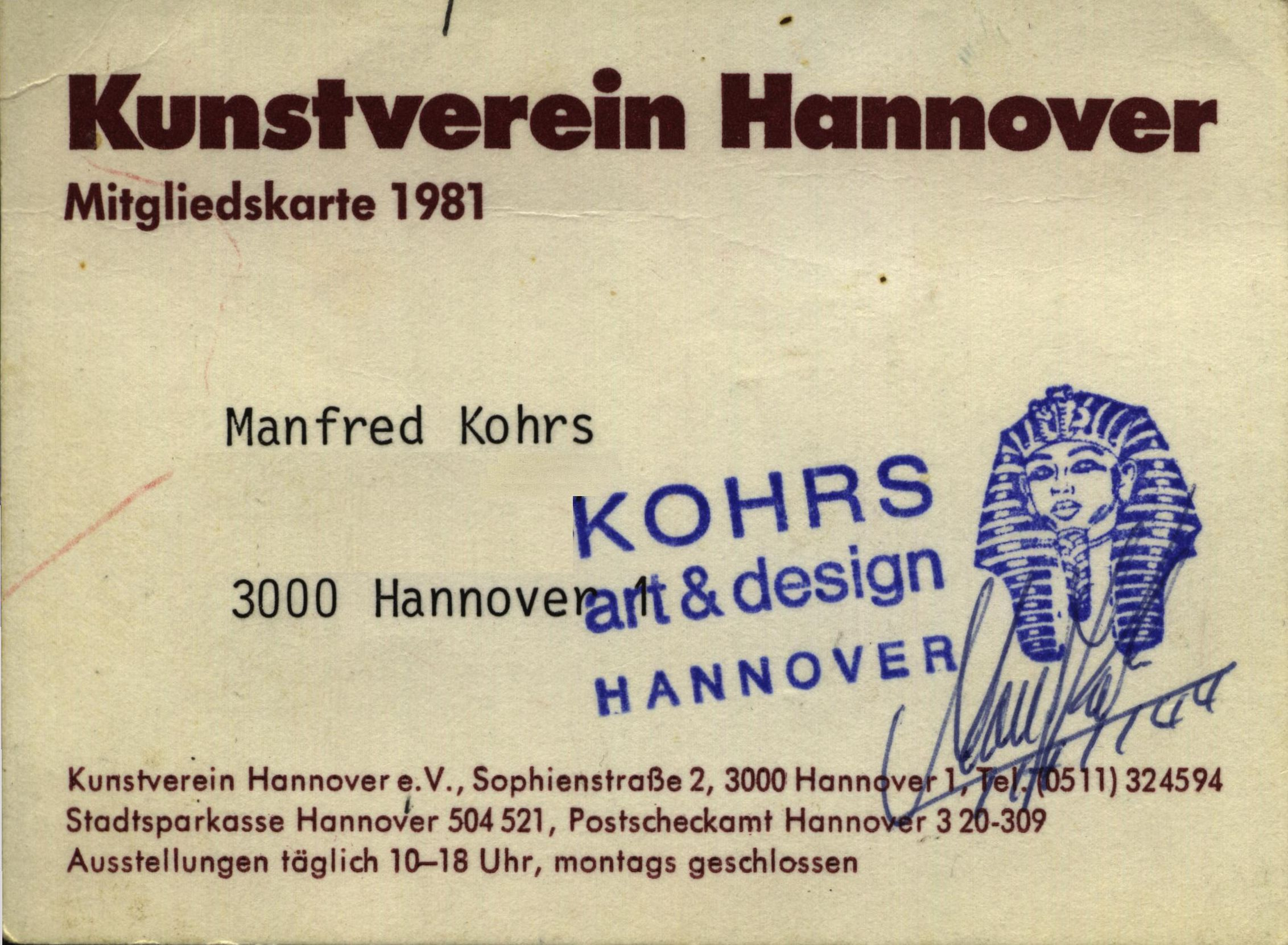
Carte de membre signée 1981 par Manfred Kohrs

Le 3 mars 1832, l'association artistique du royaume de Hanovre est fondée. Les fondateurs sont Bernhard Hausmann (de), citoyen hanovrien et greffier du vice-roi hanovrien, et Johann Hermann Detmold (de).
Hausmann fondé l'association dans le cercle des amateurs d'art bourgeois "dans le local de la galerie de peinture d'Hausmann". Le but est "d'animer et de répandre le sens des beaux-arts qui s'éveille heureusement dans notre pays" . En 1818, Hausmann a déjà ouvert sa propre collection au public aristocratique et bourgeois dans ses locaux privés.
Aujourd'hui l'association compte 1 200 membres.

## Structure de l'association d'art
En tant qu'association enregistrée, l'association artistique prend des décisions conformément à ses statuts lors d'assemblées générales, par le biais du comité directeur et du comité consultatif. L'assemblée générale élit les membres du comité directeur et du comité consultatif et décide des principes de répartition des dons annuels et de la cotisation. Le comité directeur a pour mission de diriger le travail de l'association, il est conseillé par le conseil consultatif. Le conseil consultatif se compose de 15 personnes, dont au moins cinq doivent être des artistes plasticiens. Le conseil consultatif conseille les directeurs sur les questions artistiques et doit être consulté avant toute décision importante du conseil d'administration. L'élection a lieu pour trois ans, les statuts révisés en 1973 prévoyant que cinq membres sont élus chaque année, avec la particularité que si une réélection est possible, une pause d'un an est prescrite après l'expiration d'un mandat.

### Président
Vers 1868, Carl Rümpler (de) est président de l'association. Martin Neuffer (de) est président de l'association artistique pendant son mandat de directeur municipal. Il est remplacé par le conseiller municipal de Hanovre pour la culture, Heinz Lauenroth, dont le successeur est à son tour Karl-Ernst Bungenstab (de), non seulement en sa qualité de conseiller municipal pour la culture, mais aussi en tant que président de l'Association d'art (1975 à 1991).

### Directeurs
Selon les statuts de l'association artistique, le conseil d'administration peut nommer un directeur et d'autres employés pour gérer l'entreprise et organiser les événements de l'association.
- 1966-1969 - Rudolf Jüdes (de)[7],[8]
- 1969-1972 - Manfred de la Motte (de)
- 1972-1975 - Helmut R. Leppien (de)
- 1976-1990 - Katrin Sello
- 1990-2001 - Eckhard Schneider (de)
- 2001-2008 - Stephan Berg (de)
- 2008-2014 - René Zechlin (de)
- 2014-2021 - Kathleen Rahn
- depuis 2022 - Christoph Platz-Gallus

## Prix de l'association d'art
Le "prix de l'association d'art" est décerné tous les deux ans depuis 1983. Jusqu'en 2009, les lauréats sont deux artistes de Basse-Saxe ou de Brême. Ils reçoivent des bourses de travail de deux ans avec un espace de vie et un studio dans une maison-atelier, appelée « villa Minimo » en référence à la villa Massimo à Rome. La bourse se termine par une exposition dans les locaux de l'association et, si possible, un catalogue. Depuis 2010, le prix de l'association est divisé en trois bourses différentes avec les mêmes conditions générales. Il existe une bourse, une bourse jeune talent et une bourse nationale jeune talent pour les artistes.

### Exposition d'automne
Selon le statut, le programme d'exposition doit « prendre en compte les artistes de Hanovre et de Basse-Saxe ». L'association organise généralement tous les deux ans l'exposition d'automne des artistes de Basse-Saxe.

## Publications
- Henning Rischbieter (de): Die zwanziger Jahre in Hannover. Bildende Kunst, Literatur, Theater, Tanz, Architektur, 1916–1933. Vom 12. August bis 30. September 1962, Katalog zur Ausstellung, Hannover: Kunstverein e.V., 1962
- Stephan Berg (Hrsg.): 175 Jahre Kunstverein Hannover, Hanovre, 2007: Kunstverein Hannover,  (ISBN 978-3-934421-14-1)